# Antakya
Antakya este un oraș mare de pe malul Mării Mediterane în Turcia de Sud. Orașul denumit în antichitate Antiohia aparținea Siriei antice, azi se află îm provincia  Hatay.